# Dinard
Dinard é uma comuna francesa na região administrativa da Bretanha, no departamento Ille-et-Vilaine. Estende-se por uma área de 7,84 km². Em 2010 a comuna tinha 10 674 habitantes (densidade: 1 361,5 hab./km²).265 hab/km².